# Más Madrid
Más Madrid (MM) es un partido político español fundado por Manuela Carmena e Íñigo Errejón para concurrir a las elecciones municipales de 2019 en Madrid y a las elecciones a la Asamblea de Madrid de 2019. Fue presentada en noviembre de 2018 por Manuela Carmena como base de una candidatura para optar a su reelección como alcaldesa.

## Historia
En septiembre de 2018, la entonces alcaldesa de Madrid Manuela Carmena afirmó sus intenciones de aspirar a una nueva reelección como regidora, anunciando su intención de concurrir a las elecciones municipales de 2019 dentro de una nueva plataforma diferente a la de Ahora Madrid, el partido político «instrumental» en el cual concurrió a los comicios de 2015. A mediados de noviembre los concejales de Ahora Madrid en el Ayuntamiento de Madrid con militancia en Podemos Rita Maestre, José Manuel Calvo, Jorge García Castaño, Marta Gómez, Esther Gómez y Paco Pérez declinaron concurrir a las primarias de Podemos y manifestaron sus intenciones de presentarse a las primarias de la plataforma de Carmena en su lugar, lo que les supuso una suspensión cautelar de militancia en el partido.
El 22 de noviembre de 2018 se presentó formalmente la plataforma de Carmena bajo el nombre de «Más Madrid» y se avanzó que la campaña electoral de la plataforma se financiaría con «microcréditos» y que en la candidatura no habría «cuotas» para partidos, sino adhesiones a nivel personal.
En enero de 2019, Íñigo Errejón, hasta entonces cabeza de lista tentativo de Podemos de cara a las elecciones autonómicas de 2019, elegido en unas primarias, anunció en una carta conjunta con Carmena su intención de presentarse como candidato para dichas elecciones dentro de la plataforma de Más Madrid, anunciándose en la misiva la intención de celebración de primarias para febrero. El anuncio indujo una crisis en Podemos; el secretario general del partido Pablo Iglesias desautorizó la iniciativa de Errejón a través de una carta, en la que interrumpió su baja por paternidad, considerando la iniciativa ajena a la ruta marcada por los inscritos del partido. Posteriormente tuvo lugar la renuncia al acta de diputado de Errejón respondiendo según él a las constantes peticiones para que lo hiciera, y pocos días después Ramón Espinar, secretario general de Podemos en la Comunidad de Madrid, procedió a renunciar a su escaño de diputado y a los cargos orgánicos que desempeñaba.
La plataforma fue inscrita como partido político el 7 de febrero de 2019. El primer acto público, protagonizado por Carmena y Errejón, se celebró nueve días después, en La Nave de Villaverde.
El inicio de las primarias se pospuso para el 12 de marzo, fijándose una separación a la hora de confeccionar la lista entre la elección de los candidatos a conformar el equipo de gobierno y el resto de la candidatura, empleándose el método Borda de listas abiertas para el primer grupo y el Dowdall de listas abiertas para el segundo. El 1 de marzo de 2019 Carmena y Errejón anunciaron públicamente sus respectivas listas de cara a las primarias.
En las elecciones municipales de 2019 en Madrid, aun quedando ligeramente por debajo de los resultados alcanzados por Ahora Madrid en 2015, Más Madrid fue la formación más votada con un 31,0 % de los votos, que le otorgaron 19 concejales. Pese al resultado obtenido, Manuela Carmena no consiguió mantener la alcaldía y fue elegido el popular José Luis Martínez-Almeida en su lugar. Tras esta elección, Carmena renunció a su concejalía y, aunque dijo no haber abandonado la política, sí se declaró fuera de Más Madrid. Por otro lado, la plataforma obtuvo el 14,7 % de los votos en las elecciones autonómicas, lo que le reportó 20 escaños en la Asamblea de Madrid. Pese a este resultado fueron excluidos de la mesa de la Asamblea, órgano en que sí tuvo representación Vox, pese a haber obtenido un porcentaje de voto de solo el 8 %; por este motivo recurrieron al Tribunal Constitucional, que acabó dando la razón a Más Madrid en marzo de 2022, cuando la cámara ya se había disuelto.
El 23 de septiembre de 2019 Más Madrid aprobó por amplia mayoría concurrir a la convocatoria de elecciones generales el 10-N. Lo hizo bajo el nombre Más País con expectativas de conformar un nuevo grupo mayoritario en la izquierda pero finalmente obtuvo solo dos actas de diputado propias y una tercera en coalición con Compromís.
En junio de 2020, de cara a la celebración de las primarias para determinar la composición del órgano de dirección de Más Madrid, se anunció la presentación de dos candidaturas: «Madrid Merece Más», encabezada por Mónica García y «Por la Justicia social», liderada por Ángel Casero. El 10 de julio de 2020, la militancia de Más Madrid dio su apoyo a la lista encabezada por Mónica García de cara a la composición de la ejecutiva regional, con Pablo Gómez Perpinyà y Manuela Bergerot Uncal como co-portavoces y Secretaria de Organización en el caso de Bergerot. Días más tarde, la lista encabezada por Rita Maestre resultó elegida para coordinar la ejecutiva del partido a nivel municipal en Madrid.
El 3 de marzo de 2021, cuatro de los concejales de Más Madrid en el ayuntamiento de la capital - Marta Higueras, José Manuel Calvo, Felipe Llamas y Luis Cueto - presentaron un nuevo movimiento político llamado Recupera Madrid y anunciaron su marcha del grupo municipal, pasando a formar parte de los concejales no adscritos. Más Madrid recuperó una de esas actas de concejal en febrero de 2022, tras la renuncia de Llamas por disconformidades con el resto de sus compañeros.
En las elecciones a la Asamblea de Madrid de 2021, Más Madrid obtuvo 24 escaños con el 17,0 % de los votos, convirtiéndose en la segunda fuerza más votada y quedando por delante del PSOE.
En el congreso celebrado en noviembre de 2023 se renovó el liderazgo del partido, eligiéndose a Mónica García, Rita Maestre y Manuela Bergerot como coportavoces del mismo.

## Candidaturas
En marzo de 2019, se produce la constitución de diferentes candidaturas municipales y la reproducción de Más Madrid en las principales ciudades de la Comunidad de Madrid. El 3 de marzo se constituye Más Madrid en Móstoles, una evolución de la Candidatura de Unidad Popular Ganar Móstoles. El 4 de marzo, se forma Más Madrid Alcorcón, la primera candidatura municipal íntegramente de Más Madrid fuera de la capital. Posteriormente se suceden las constituciones de Más Madrid en Leganés, Villalba, Parla, Rivas, Las Rozas, etc.

## Resultados electorales
|  | 14.69 % |

|  | 16.97 % |

|  | 18.36 % |

Resultados en las elecciones municipales de las quince localidades más pobladas de la Comunidad de Madrid:
|  | 19.11 % |

|  | 15.56 % |

|  | 6.46 % |

|  | 10.60 % |

|  | 5.42 % |

|  | 10.81 % |

|  | 7.30 % |

|  | 6.21 % |

|  | 7.45 % |

|  | 5.75 % |

|  | 29.98 % |

|  | 6.38 % |

|  | 5.94 % |

|  | 5.63 % |

|  | 14.04 % |

|  | 9.48 % |

|  | 6.38 % |

|  | 6.21 % |

|  | 5.59 % |

|  | 6.04 % |

|  | 4.64 % |

|  | 9.57 % |

|  | 7.77 % |

|  | 12.68 % |

|  | 7.06 % |

|  | 7.06 % |

|  | 10.59 % |

|  | 4.95 % |

|  | 6.06 % |

|  | 9.11 % |

|  | 5.42 % |

|  | 3.83 % |

|  | 5.69 % |

|  | 0.00 % |

|  | 0.00 % |

|  | 3.01 % |

|  | 0 % |